# Caulerpaceae
Famille
Les Caulerpaceae (ou Caulerpacées) sont une famille d'algues vertes de l'ordre des Bryopsidales.

## Étymologie
Le nom vient du genre type Caulerpa, formé à partir des mots grecs καυλός / kaulόs, tige, et ἑρπετόν / erpetón, « tout ce qui rampe ; reptile ; serpent... », littéralement « tige rampante ».

## Liste des genres
- Caulerpa J.V.F. Lamouroux, 1809
- Caulerpella (en) Prud'homme van Reine & Lokhorst, 1992
- Caulerpides W.P. Schimper, 1869
- Chemnitzia (S.L. Endlicher) J.F.C. Montagne in A.C.V.D. d'Orbigny, 1847
- Hasticula V.P. Shuysky & D.I. Schirschova in V.P. Shuysky, 1987
- Lanciculella V.P. Shuysky in V.P. Shuysky & D.I. Schirschova, 1985
- Lanciculina V.P. Shuysky in V.P. Shuysky & D.I. Schirschova, 1985
- Lepidolancicula V.P. Shuysky in V.P. Shuysky & D.I. Schirschova, 1985
- Lithocaulon I. Meneghini in A. de la Marmora, 1857
- Phyllerpa F.T. Kützing, 1849
- Planolancicula V.P. Shuysky in V.P. Shuysky & D.I. Schirschova, 1985
- Quasilancicula V.P. Shuysky in V.P. Shuysky & D.I. Schirschova, 1985
- Stephanocoelium Kützing,